# Branko Rašović
Branko Rašović (* 11. April 1942 in Podgorica, Königreich Jugoslawien; † 11. Oktober 2024) war ein jugoslawischer Fußballspieler. Der Abwehrspieler hat 1965 mit FK Partizan Belgrad die jugoslawische Meisterschaft gewonnen und stand mit Partizan 1966 im Finale des Europapokals der Landesmeister. Er hat von 1964 bis 1967 zehn Länderspiele absolviert. Von 1969 bis 1974 spielte er für Borussia Dortmund; die ersten drei Runden in der Fußball-Bundesliga, nach dem Abstieg von 1972 bis 1974 in der zweitklassigen Fußball-Regionalliga West.

## Laufbahn
In seinen ersten beiden Jahren als Profi spielte Branko Rašović bei FK Budućnost Podgorica. Danach wechselte er 1964 zu FK Partizan Belgrad. Dort erlebte er seine sportlichen Höhepunkte. Er wurde jugoslawischer Meister 1965. Durch den Titelgewinn war Rašović mit seinem Verein in der Folgesaison für den Europapokal der Landesmeister qualifiziert. Die Mannschaft von Partizan unterlag erst im Finale Real Madrid mit 1:2. Auf dem Weg in das EC-Finale hatte Rašović mit Mannschaftskameraden wie Milutin Soskic, Fahrudin Jusufi, Velibor Vasovic und Mustafa Hasanagic unter anderem auch im November 1965 den amtierenden Deutschen Meister SV Werder Bremen ausgeschaltet. Im Viertelfinale ragte der 5:0-Heimerfolg gegen Sparta Prag heraus, mit welchem man die 1:4-Niederlage an der Moldau revidierte. Überraschend war im Halbfinale das Überwinden der Hürde mit Manchester United. Das Team von Manager Matt Busby mit deren Stars Harry Gregg, Georg Best, Bobby Charlton und Denis Law war insbesondere nach dem 5:1-Erfolg bei Benfica Lissabon am 9. März 1966 als eindeutiger Favorit gehandelt worden. Sein zehntes und letztes Länderspiel hatte er am 7. Oktober 1967 in Hamburg gegen die DFB-Elf bei einer 1:3-Niederlage an der Seite von Mitspielern wie Dragan Holcer und Josip Skoblar bestritten.
Rašović 1969 wechselte er nach Deutschland zu Borussia Dortmund. In seiner ersten Saison bei Borussia Dortmund, 1969/70, belegten die Schwarz-Gelben unter Trainer Hermann Lindemann den 5. Rang. Rašović kam 1969 zum BVB, als der langjährige Publikumsliebling und Torjäger Lothar Emmerich nach Belgien verkauft worden war und der ehemalige Borusse Jürgen Schütz wieder an den Borsigplatz zurückgekommen war. Im ersten Jahr lief er nur in 15 Bundesligaspielen auf. Er debütierte am ersten Spieltag, den 16. August 1969, bei einer 2:4-Auswärtsniederlage bei Hannover 96 in der Bundesliga. Die Runde beendete er am 18. April 1970 mit einer 1:9-Auswärtsniederlage bei Hertha BSC. Vor Torhüter Klaus Günther bildete er zusammen mit Wilhelm Sturm, Alfred Kohlhäufl und Gerd Peehs die Dortmunder Abwehr.
Nach drei Jahren in der Bundesliga folgte 1971/72 der Abstieg als Tabellenvorletzter. Im Sommer 1971 hatte sich der BVB mit den Verkäufen von Willi Neuberger, Werner Weist, Sigfried Held und Reinhold Wosab sportlich so massiv geschwächt, dass der Abstieg 1972 nicht mehr zu verhindern war. Rašović blieb der Borussia auch in der zweiten Liga treu, konnte aber nicht die erhoffte Bundesligarückkehr mit seinen Mannschaftskameraden bewerkstelligen. Nach zwei weiteren Jahren mit 30 Regionalligaeinsätzen beendete er 1974 seine Karriere. Sein letztes Ligaspiel hatte er am 31. März 1974 bei einem 2:2 bei Westfalia Herne bestritten. Rašović war der erste ausländische Spieler des BVB.

## Erfolge
- Jugoslawischer Meister: 1965